# Здравко Манолов (художник)
Вижте пояснителната страница за други личности с името Здравко Манолов.
Здравко Манолов в български художник и поет.

## Биография
Роден на 1 януари 1920 в село Мокреш, Ломско. Завършва керамика в Националната художествена академия в София при проф. Стоян Райнов. Първата му самостоятелна изложба е през 1957 г. Той е един от създателите на Националната галерия за декоративно-приложни изкуства през 1976 г. и неин пръв и дългогодишен директор до 1991 г.
Самостоятелните му изложби са: София (1957), Будапеща, Унгария (1957), София (1977), Берлин, ГДР (1977), Монтана (1983), Дамаск, Сирия (1986), Верона, Италия (1992) и др.
Най-ранните му стихове са публикувани в общ сборник, издаден във Видин, заедно с други млади поети. Втората му по-сериозна поетична изява е в сборника „Първи бразди“, издаден в София през 1960-те години. „Ние обречените“ е първата му самостоятелна книга, издадена през 2009 г.
Удостоен е със следните награди: Награда на Комитета за култура, орден „Кирил и Методий“ I степен, наградата на Съюза на българските художници (1976).
Умира през 2010 г.